# مضاد الحمى

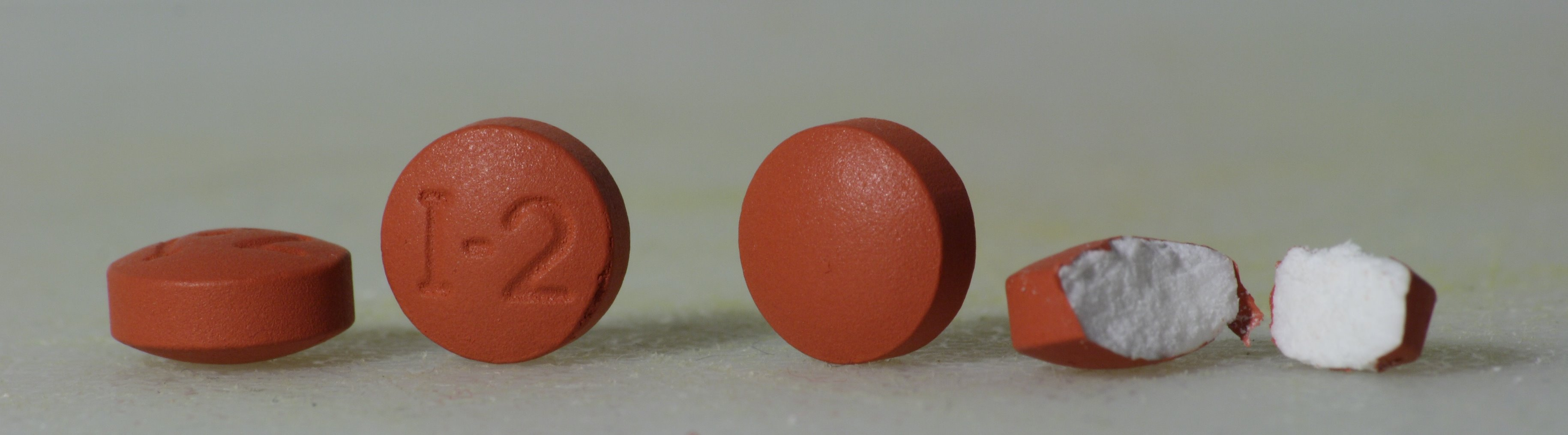
أقراص إيبوبروفين 200 ملغم مغلّفة، خافض حرارة شائع

مضادات الحمى أو خافضات الحرارة هي العقاقير التي تخفّض درجة حرارة الجسم في حالات الحمى. ولا تؤثر على درجة حرارة الجسم الطبيعية إذا كان من يتناولها لا يعاني الحمى.
مضادات الحمى الأكثر شيوعاً هي الأسبرين وباراسيتامول التي تستخدم في المقام الأول كمسكنات للألم. هي مضاد للحمى، وبعضها مضادة للالتهابات والألم.
العلاجات العشبية للحد من تأثير الحمى تشمل النعناع البري، والبابونج. هناك بعض الجدل حول الاستخدام المناسب لهذه الأدوية لأن الحمى هي جزء من الاستجابة المناعية للعدوى.
معظم الأدوية خافضة الحرارة لها أغراض أخرى، أكثر خافضات الحرارة شعبيةً في الولايات المتحدة في إيبوبروفين وأسبرين، وهي أدوية لاستيرويدية مضادة للالتهاب (مسكنات) تستخدم في المقام الأول كمسكّنات للألم، لكن لها خصائص خافضة للحرارة. الباراسيتامول مسكّن ذو خصائص مضادة للالتهابات ضعيفة.
ثمّة جدل حول الاستخدام المناسب لهذه الأدوية، حيث أن الحمّى تعتبر مظهر من مظاهر الجهاز المناعي ضد الإصابة والعدوى. في دراسة نشرتها الجمعية الملكية ادعي أن كبت الحمى يسبب 1% أكثر من حالات الإنفلونزا المميتة على الأقل في الولايات المتحدة، ما ينجم عنه 700 وفاة إضافية سنوياً.